# Enrique Oltuski
Enrique Oltuski Osacki (Santa Clara, Cuba,  1930 - 16 de diciembre de 2012) fue un revolucionario y político cubano que participó en la Revolución cubana.

## Biografía
Durante la Revolución cubana Enrique Oltuski era el responsable del Movimiento 26 de Julio en la provincia de Las Villas (actual Villa Clara). En ese carácter confrontó con el Che Guevara cuando éste llegó con las columnas guerrilleras en octubre de 1958 con el fin de controlar la región. Sin embargo luego ambos se volverían amigos personales y Oltuski trabajaría a las órdenes de Guevara por cinco años.
Oltuski era un clásico representante de lo que se llamaba "el llano", por oposición a "la sierra", dentro del Movimiento 26 de Julio, es decir del sector menos radical, de tendencia anticomunista y más comprometido con el objetivo de derrocar a Fulgencio Batista y establecer una democracia liberal. 
Después del triunfo de la revolución fue uno de los tres ministros del Movimiento 26 de Julio que estuvieron presentes en el primer gabinete, bajo la presidencia de Manuel Urrutia Lleó. En su caso asumió como Ministro de Comunicaciones. Luego fue designado Vicepresidente de la Junta Central de Planificación, donde se desempeñó por cinco años a las órdenes de Ernesto Guevara.
Desde el 2007 hasta su muerte fue Viceministro de la Industria de la Pesca.

## Publicaciones
A partir del año 2000 publicó algunos libros:
- Gente del llano (2000)
- Pescando recuerdos
- Vida Clandestina: My Life in the Cuban Revolution